# Holstein (Nebraska)
Holstein – wieś w Stanach Zjednoczonych, w stanie Nebraska, w hrabstwie Adams.